# Albuca monophylla
Albuca monophylla är en sparrisväxtart som beskrevs av John Gilbert Baker. Albuca monophylla ingår i släktet Albuca och familjen sparrisväxter. Inga underarter finns listade i Catalogue of Life.